# 2022년 동계 올림픽 스피드스케이팅 여자 1000m
2022년 동계 올림픽 스피드스케이팅 여자 1000m 경기는 2022년 2월 17일 중화인민공화국 베이징 국가 스피드 스케이팅 체육장에서 열렸다. 경기 결과 일본의 다카기 미호가 우승을 차지했으며, 일본 최초의 여자 1000m 종목 금메달리스트이자 2014년 소치 동계 올림픽의 장훙 이후 두번째 아시아 금메달리스트가 되었다. 은메달은 네덜란드의 유타 레이르담에게 돌아갔으며 이번이 올림픽 첫 메달 획득이다. 동메달은 브리트니 보가 차지하였으며 개인 종목으로서는 첫 메달 획득이기도 하다.
지난 대회 우승자이자 올림픽 신기록 보유자인 네덜란드의 요린 테르 모르스는 이번 대회를 앞두고 은퇴하였다. 은메달리스트 고다이라 나오와 동메달리스트 다카기 미호는 이번 대회에 출전하였다. 2021년 세계 종목별 스피드스케이팅 선수권 대회 1000m에서는 브리트니 보가 우승을 거두었으며, 2위는 유타 레이르담이, 3위는 옐리자베타 골루베바가 회득하였다. 올림픽 직전 2021-22년 ISU 스피드스케이팅 월드컵 1000m 종목의 8차례 경기에서도 브리트니 보가 선두를 달렸으며, 고다이라와 다카기 선수가 뒤를 이었다. 시즌 최고기록은 2021년 12월 4일 미국 솔트레이크시티 대회에서 다카기 미호가 기록한 1분 11초 83다.
3조의 안투아네터 더 용이 처음으로 1분 15초대 이하의 기록을 내며 선두를 달렸다. 이후 11조의 유타 레이르담이 1분 13초 83의 기록으로 1위를 경신하였으며, 13조의 다카기 선수가 1분 13초 19의 올림픽 신기록을 세웠다. 같은 조의 안겔리나 골리코바가 3위를 차지하며 안토네이터 더용 선수는 순위권 밖으로 밀려났으나, 마지막조의 브리트니 보가 3위 기록을 경신하며 순위가 확정되었다.

## 예선
여자 1000m에는 총 30명의 선수가 진출할 수 있으며, 한 국가당 최대 3명까지 출전하도록 되어 있다. 2021-22 ISU 스피드스케이팅 월드컵에서 상위 20위에 오른 선수들이 우선 출전권을 부여받고, 나머지 출전권을 부여받지 못한 선수들의 순위를 따져 상위 10위까지 부여하게 된다. 선수 3명을 모두 내보내는 국가는 월드컵 랭킹만을 기준으로 선정하게 된다.
2021년 7월 1일 올림픽 출전 기준기록이 발표되었는데 1분 18초 00으로, 지난 2018년 평창 때와 동일했다. 각 선수들은 국제빙상연맹 (ISU)이 공인한 대회에 출전해 해당 기록을 달성해야 하며, 기한은 2021년 7월 1일부터 2022년 1월 16일까지이다.

## 기록
경기가 열리기 전의 세계 기록과 올림픽 기록, 트랙 레코드는 다음과 같다.
| 유형 | 선수                   | 기록    | 장소                | 날짜            |
| ---- | ---------------------- | ------- | ------------------- | --------------- |
|      | 브리트니 보 (USA)      | 1:11.61 | 미국 솔트레이크시티 | 2019년 3월 9일  |
|      | 요린 테르 모르스 (NED) | 1:13.56 | 대한민국 강릉시     | 2018년 2월 14일 |

이번 대회에서 나온 올림픽 신기록은 다음과 같다.
| 날짜     | 라운드 | 선수        | 국가 | 기록    | 유형   |
| -------- | ------ | ----------- | ---- | ------- | ------ |
| 2월 17일 | 11조   | 다카기 미호 | 일본 | 1:13.19 | OR, TR |

## 결과
| 순위 | 조 | 레인 | 이름                | 국가                 | 시간     | 차이  | 비고 |
| ---- | -- | ---- | ------------------- | -------------------- | -------- | ----- | ---- |
| 1    | 13 | I    | 다카기 미호         | 일본                 | 1:13.19  | —     | OR   |
| 2    | 11 | O    | 유타 레이르담       | 네덜란드             | 1:13.83  | +0.64 |      |
| 3    | 15 | O    | 브리트니 보         | 미국                 | 1:14.61  | +1.42 |      |
| 4    | 13 | O    | 안겔리나 골리코바   | 러시아 올림픽 위원회 | 1:14.71  | +1.52 |      |
| 5    | 3  | O    | 안투아네터 더 용    | 네덜란드             | 1:14.92  | +1.73 |      |
| 6    | 12 | O    | 이레인 뷔스트       | 네덜란드             | 1:15.11  | +1.92 |      |
| 7    | 11 | I    | 키미 게츠           | 미국                 | 1:15.40  | +2.21 |      |
| 8    | 5  | I    | 바네사 헤어초크     | 오스트리아           | 1:15.644 | +2.45 |      |
| 9    | 15 | I    | 다리야 카차노바     | 러시아 올림픽 위원회 | 1:15.649 | +2.45 |      |
| 10   | 14 | O    | 고다이라 나오       | 일본                 | 1:15.65  | +2.46 |      |
| 11   | 6  | I    | 나데즈다 모로조바   | 카자흐스탄           | 1:15.69  | +2.50 |      |
| 12   | 2  | I    | 앨릭사 스콧         | 캐나다               | 1:15.79  | +2.60 |      |
| 13   | 10 | I    | 올가 팟쿨리나       | 러시아 올림픽 위원회 | 1:15.87  | +2.68 |      |
| 14   | 14 | I    | 리치스              | 중화인민공화국       | 1:15.99  | +2.80 |      |
| 15   | 5  | O    | 인치                | 중화인민공화국       | 1:16.00  | +2.81 |      |
| 16   | 8  | I    | 김민선              | 대한민국             | 1:16.49  | +3.30 |      |
| 17   | 8  | O    | 카롤리나 보시에크   | 폴란드               | 1:16.54  | +3.35 |      |
| 18   | 4  | O    | 랑네 비클룬         | 노르웨이             | 1:16.59  | +3.40 |      |
| 19   | 10 | O    | 예카테리나 아이도바 | 카자흐스탄           | 1:16.70  | +3.51 |      |
| 20   | 12 | I    | 안젤리카 부이치크   | 폴란드               | 1:16.79  | +3.60 |      |
| 21   | 4  | I    | 예카테리나 슬로에바 | 벨라루스             | 1:16.83  | +3.64 |      |
| 22   | 9  | O    | 진징주              | 중화인민공화국       | 1:16.90  | +3.71 |      |
| 23   | 2  | O    | 엘리나 스메딩       | 영국                 | 1:17.17  | +3.98 |      |
| 24   | 9  | I    | 황위팅              | 중화 타이베이        | 1:17.35  | +4.16 |      |
| 25   | 7  | O    | 김현영              | 대한민국             | 1:17.50  | +4.31 |      |
| 26   | 6  | O    | 매디슨 피어먼       | 캐나다               | 1:17.66  | +4.47 |      |
| 27   | 7  | I    | 니콜라 즈드라할로바 | 체코                 | 1:18.75  | +5.56 |      |
| 28   | 1  | O    | 상드린 타스         | 벨기에               | 1:18.79  | +5.60 |      |
| 29   | 3  | I    | 미하엘라 호가슈     | 루마니아             | 1:19.33  | +6.14 |      |
| 30   | 1  | I    | 박지우              | 대한민국             | 1:19.39  | +6.20 |      |

- i : 안쪽 레인(인 코스)에서 출발.
- o : 바깥쪽 레인(아웃 코스)에서 출발.

## 범례
|  | 세계 신기록                  |  |                   | 아프리카 신기록 |                      | Q | 예선 통과 |
|  | 올림픽 신기록                |  | 북아메리카 신기록 | DNS             | 경기를 시작하지 않음 |   |           |
|  |                              |  | 아시아 신기록     | DNF             | 경기를 마치지 않음   |   |           |
|  | 국가 신기록                  |  | 유럽 신기록       | DSQ             | 실격                 |   |           |
|  | 개인 최고 기록 (개인 신기록) |  | 오세아니아 신기록 | WD              | 기권                 |   |           |
|  | 시즌 최고 기록 (시즌 신기록) |  | 남아메리카 신기록 | NM              | 기록 없음            |   |           |